# L’estel ferit
L’estel ferit (katalanisch für Der verwundete Stern) ist eine Skulptur von Rebecca Horn am Sandstrand von Barcelona, die anlässlich der Olympischen Spiele 1992 errichtet worden ist. Sie ist rund 10 m hoch und wird aus vier aufeinandergestapelten Quadern aus Metall und Glas gebildet. Mit dem Werk werden die ehemals in dem Fischerviertel La Barceloneta vorhandenen Fischbuden in Verbindung gebracht. Heute handelt es sich um einen markanten und beliebten Treffpunkt am Strand.